# Carroll Township (Missouri)
Pour les articles homonymes, voir Carroll Township.
Carroll Township est un ancien township, situé dans le comté de Platte, dans le Missouri, aux États-Unis,.
Le township est fondé en 1839.

### Source de la traduction
- (en) Cet article est partiellement ou en totalité issu de l’article de Wikipédia en anglais intitulé « Carroll Township, Platte County, Missouri » (voir la liste des auteurs).